# Agnete Olsen
Agnete Olsen née le 22 décembre 1909 à Copenhague et morte le 13 septembre 1997 à Roskilde est une nageuse danoise ayant participé aux Jeux olympiques d'été de 1924 et Jeux olympiques d'été de 1928.
Elle est la sœur de Rigmor Olsen.

## Carrière
Agnete Olsen remporte dix titres de championne du Danemark : 5 sur 100 mètres nage libre (1924 : 1 min 20 s 80 ; 1925 : 1 min 22 s 70 ; 1926 : 1 min 19 s 20 ; 1927 : 1 min 24 s ; 1928 : 1 min 18 s), un sur 300 mètres nage libre (1925 : 4 min 54 s 50), 2 sur 400 mètres nage libre (1926 : 6 min 56 s 20 ; 1927 : 6 min 47 s) et 2 en 100 mètres dos (1926 : 1 min 34 s 80 ; 1927 : 1 min 32 s),.
Elle fait donc partie de équipe danoise aux Jeux olympiques d'été de 1924. Engagée sur le 100 mètres nage libre, elle réalise 1 min 23 s en série. Arrivée 3e, elle ne se qualifie pas pour les demi-finales. Sur le 4 × 100 mètres, le relais danois nage en 5 min 42 s 40 et termine au pied du podium.
Aux Jeux olympiques d'été de 1928, elle remporte sa série du 100 mètres nage libre en 1 min 15 s 80 et se qualifie pour les demi-finales ; elle ne se qualifie pas pour la finale. Le relais danois du 4 × 100 mètres est éliminé dès les séries.